# Dicliptera manilalii
Dicliptera manilalii är en akantusväxtart som beskrevs av Saravanam Karthikeyan och Moorthy. Dicliptera manilalii ingår i släktet Dicliptera och familjen akantusväxter. Inga underarter finns listade i Catalogue of Life.